# Cannibal movie
I cosiddetti cannibal movie sono stati un filone del genere horror-splatter, che sconfina in quello d'avventura, nonché, per diverse pellicole, in quello pornografico.

## Origini
Si può affermare che questa particolare categoria di film ha una radice propriamente italiana, in quanto è proprio in Italia che nacque l'idea di ambientare storie horror non più con atmosfere notturne, bensì alla luce del sole in suggestive ambientazioni esotiche.
Le caratteristiche salienti di questi film sono: ambientazioni in foreste o giungle tropicali, cast di attori semi-sconosciuti, alto contenuto splatter, discreta presenza di scene erotiche, violenze reali a danno di animali (considerate a tutti gli effetti "snuff") e il fatto che le cosiddette "persone civilizzate" si rivelino alla fine peggio dei cannibali stessi. La maggior parte di questi film a tema esotico mostrano suggestioni prese dai mondo movie, documentari dal contenuto fortemente scioccante (talvolta con scene ricostruite) su usanze bizzarre in giro per il mondo. 
Precursore di questo fortunato filone, che vide la sua epoca d'oro dalla seconda metà degli anni settanta fino ai primi anni ottanta, fu il regista Umberto Lenzi con Il paese del sesso selvaggio (1972), che si cimentò in altre due regie, Mangiati vivi! e Cannibal Ferox. Poi fu la volta di Ruggero Deodato, considerato il "padre" dei cannibal movie, grazie alla Trilogia dei cannibali: Ultimo mondo cannibale, Cannibal Holocaust e Inferno in diretta (anche se quest'ultimo non narra di cannibali).
Da segnalare altre opere di successo di altrettanti registi italiani provenienti però da diversi background, come il regista dell'eros Joe D'Amato con Emanuelle e gli ultimi cannibali e Antropophagus, Sergio Martino con La montagna del dio cannibale e i veterani della commedia Marino Girolami con Zombi Holocaust, e Michele Massimo Tarantini con Nudo e selvaggio, considerato l'ultimo cannibal-movie italiano.  In tempi recenti due direct-to-video vennero realizzati dal regista Bruno Mattei: Nella terra dei cannibali e Mondo cannibale, entrambi realizzati nel 2003 e fortemente ispirati, specie il secondo, a Cannibal Holocaust.
Un altro regista italiano come Antonio Margheriti, specialista della fantascienza, provò a cimentarsi con un cannibal movie, ma per varie ragioni è difficile classificare il suo Apocalypse domani in questo filone.

## Il successo

Un'immagine dal film Zombi Holocaust di Marino Girolami, fusione tra "zombi-film" e cannibal movie

Il successo di questo genere lo si deve forse al coraggio dei registi italiani di dirigere scene di inaudita violenza, che a dispetto di valutazioni negative da parte dei critici cinematografici, denunce e sequestri di pellicole da parte dei tribunali, nonché pesanti censure governative, riuscì ad attirare un pubblico sempre più numeroso.
C'è da sottolineare che quelli erano anni particolarmente delicati dal punto di vista politico-sociale, ove ogni giorno venivano trasmesse dai telegiornali le crude immagini delle violenze del terrorismo che stava sconvolgendo il Paese. Proprio la violenza resa estrema dai cannibal-movie costituiva un deterrente per lo spettatore, che poteva così godere di emozioni forti nonché beneficiare del messaggio ecologistico, e "anti-sistema", che molti dei film in questione provocatoriamente trasmettevano.
L'aspetto più negativo di questo genere sono le torture e uccisioni degli animali che, in quasi tutti i casi, sono vere. Ma fu proprio questa scelta crudele di inserire scene di violenze reali nelle pellicole la ragione chiave dell'incredibile successo internazionale di questa nicchia del cinema italiano.

## Filmografia
- Il paese del sesso selvaggio, regia di Umberto Lenzi  (1972)
- Ultimo mondo cannibale, regia di Ruggero Deodato  (1977)
- Emanuelle e gli ultimi cannibali, regia di Joe D'Amato  (1977)
- Papaya dei Caraibi, regia di Joe D'Amato (1978)
- La montagna del dio cannibale, regia di Sergio Martino (1978)
- Cannibal Holocaust, regia di Ruggero Deodato (1980)
- Mangiati vivi!, regia di Umberto Lenzi  (1980)
- Zombi Holocaust, regia di Marino Girolami (1980)
- Orgasmo nero, regia di Joe D'Amato (1980)
- Antropophagus, regia di Joe D'Amato (1980)
- Apocalypse domani, regia di Antonio Margheriti (1980)
- We're Going to Eat You, regia di Tsui Hark (1980)
- Primitiv, regia di Sisworo Gautama Putra (1980)
- La dea cannibale, regia di Jess Franco (1980)
- Il cacciatore di uomini, regia di Jess Franco (1980)
- The Legend of Alfred Packer, regia di Jim Roberson (1980)
- Terreur cannibale, regia di Alain Deruelle, Olivier Mathot e Julio Pérez Tabernero (1981)
- Cannibal Ferox, regia di Umberto Lenzi (1981)
- Cannibal Love, regia di Joe D'Amato (1982)
- El tesoro de la diosa blanca, regia di Jesús Franco (1982)
- Cannibal Mercenary, regia di Hong Lu Wong (1983)
- Schiave bianche - Violenza in Amazzonia, regia di Mario Gariazzo (1985)
- Inferno in diretta, regia di Ruggero Deodato (1985)
- Nudo e selvaggio, regia di Michele Massimo Tarantini (1985)
- Natura contro, regia di Antonio Climati (1988)
- Le avventure di Tennessee Buck, regia di David Keith (1988)
- Cannibal! The Musical, regia di Trey Parker (1996)
- L'insaziabile, regia di Antonia Bird (1999)
- Antropophagus 2000, regia di Andreas Schnaas (1999)

### Cannibal movies fuori tempo massimo e citazionisti
- Land Of Death, regia di Bruno Mattei  (2003)
- Cannibal World, regia di Bruno Mattei (2003)
- Devoured: The Legend of Alferd Packer, regia di Kevin Rapp (2005)
- Cannibali - Leggenda o realtà, regia di Bruno Mattei (firmato come David Hunt) (2007)
- Welcome to the Jungle, regia di Jonathan Hensleigh (2007)
- Bone Tomahawk, regia di S. Craig Zahler (2015)
- The Green Inferno, regia di Eli Roth (2015)
- The Cannibal in the Jungle, regia di Simon George (2015)
- Anthropophagus II, regia di Dario Germani (2022)
- Bones and All, regia di Luca Guadagnino (2022)